# Franciscus Donders
Franciscus Cornelis Donders (Tilburg, 27 de maio de 1818 - Utrecht, 24 de março de 1889) foi um fisiologista e oftalmologista holandês.

## Trabalho
Ele é considerado, com Albrecht von Graefe e Hermann Ludwig Ferdinand von Helmholtz, um dos fundadores da oftalmologia moderna.
Entre outras coisas, Donders teve o grande mérito de poder expressar com clareza e precisão inigualáveis as leis que regem a refração e a acomodação do olho e aplicá-las às necessidades da prática clínica. Foi somente após a publicação de seus trabalhos que as ideias sobre miopia, hipermetropia, astigmatismo e presbiopia e como corrigir essas anomalias de acordo com um critério racional ficaram claras. Em 1858 Donders publicou um trabalho sobre a prescrição e uso de óculos, em 1860 o ensaio Ametropia e seus resultados, em 1862 uma monografia sobre astigmatismo e lentes cilíndricas, e finalmente em 1864, seu clássico On the Anomalies of Accommodation and Refraction of the Eye, encomendado e publicado pela New Sydenhan Society of London. Antes de Donders, médicos, incluindo oftalmologistas, atribuíam erros de refração de pouca significância e geralmente apenas correções esféricas fornecidas por vendedores de óculos e, na maioria das vezes, escolhidas pelo próprio paciente foram prescritas. Erros de refração foram ignorados em muitos tratados oftalmológicos. Além disso, durante a primeira metade do século XIX, muitos oftalmologistas desencorajaram o uso de óculos, acreditando que eram prejudiciais e que poderiam agravar defeitos visuais.
Em 1856 von Helmholtz publicou a primeira edição de seu tratado de Ottica Fisiologica. Donders desenvolveu os aspectos clínicos do argumento e removeu a refração e a prescrição de óculos das condições preconceituosas em que se encontravam, colocando-os em um contexto científico. Sem dúvida, ele merece o crédito por ter fundado a ciência e a arte da "medição da visão". Chamando a si mesmo de "não-matemático", Donders escreveu em uma linguagem extremamente clara e simples, de modo que seu livro rapidamente se tornou popular. On the Anomalies of Accomodation and Refraction of the Eye foi publicado inicialmente em inglês e posteriormente traduzido para o francês, alemão e italiano. É curioso notar que uma edição em holandês, língua nativa de Donders, foi publicada, só mais tarde, em 1869, o próprio Donders produziu um resumo de sua obra para os leitores de seu país. Além de sua importância histórica, a obra de Donders ainda hoje é, em muitos aspectos, de extraordinária relevância.